# Muerte y funeral de Constantino II de Grecia
La muerte del rey Constantino II de Grecia ocurrió en la tarde del 10 de enero de 2023, Constantino II fue el jefe de la Casa Real de Grecia y rey depuesto de los helenos del 6 de marzo de 1964 al 1 de junio de 1973, murió en Atenas a los ochenta y dos años. Tras sufrir un derrame cerebral en el hospital, ingresó en cuidados intensivos, antes de morir días después. Su muerte fue anunciada inicialmente por un informe de Associated Press, que hacía referencia al personal del hospital. Más tarde, el miércoles, su oficina privada emitió esta declaración: «Es con profunda tristeza que la familia real anuncia que Su Majestad el Rey Constantino, amado esposo, padre y hermano, falleció ayer». Está programado para ser enterrado en el Palacio de Tatoi en un funeral privado.

## Antecedentes
En los últimos años de su vida, Constantino había estado experimentando problemas de «corazón crónico». En septiembre del 2022, debido a problemas de salud, no pudo asistir al funeral de Isabel II, esposa de su primo segundo, el príncipe Felipe de Edimburgo. Su última aparición pública ocurrió en Atenas en octubre de 2022 y fue visto empujado en una silla de ruedas con oxígeno suplementario por su hermana, la reina Sofía de España. Sus problemas cardíacos y de movilidad habían "empeorado" en los últimos doce meses y resultaron en múltiples hospitalizaciones en 2022. También sufrió un caso grave de COVID-19.

## Muerte
El 9 de enero del 2023, se reveló que Constantino había sido hospitalizado y se encontraba en una condición «grave pero estable». Se decía que su familia estaba a su lado, y sus dos hijos, el príncipe heredero Pablo y el príncipe Nicolás de Grecia, se reunían en la mansión Maximos para discutir los eventos que ocurrirían después de su muerte.. Su nuera, la princesa Tatiana, fue vista encendiendo una vela en la iglesia en oración por su salud.. Además, fue internado en la unidad de cuidados intensivos del hospital privado Hygeia de Atenas después de un derrame cerebral ocurrido el 6 de enero.
Su muerte significa el final de la dinastía de la Casa de Schleswig-Holstein-Sonderburg-Glücksburg en Grecia, con ellos reinando de 1863 a 1922 y nuevamente de 1935 a 1974. Sin embargo, le sobrevive su esposa, la reina Ana María de Grecia, sus hermanas, la reina Sofía de España y la princesa Irene de Grecia y Dinamarca, y sus cinco hijos, los príncipes Pablo, Nicolás, Alexia, Teodora y Felipe de Grecia y Dinamarca, así como sus nueve nietos. También dejó atrás a sus cinco ahijados, que son el príncipe Constantino de los Países Bajos, el príncipe de Guillermo de Gales, la custodio de la corona rumana Margarita, al Gran Duque George Mikhailovich de Rusia y los príncipes gemelos yugoslavos, Felipe y Alejandro.

## Funeral

### Planificación  y Ceremonia fúnebre

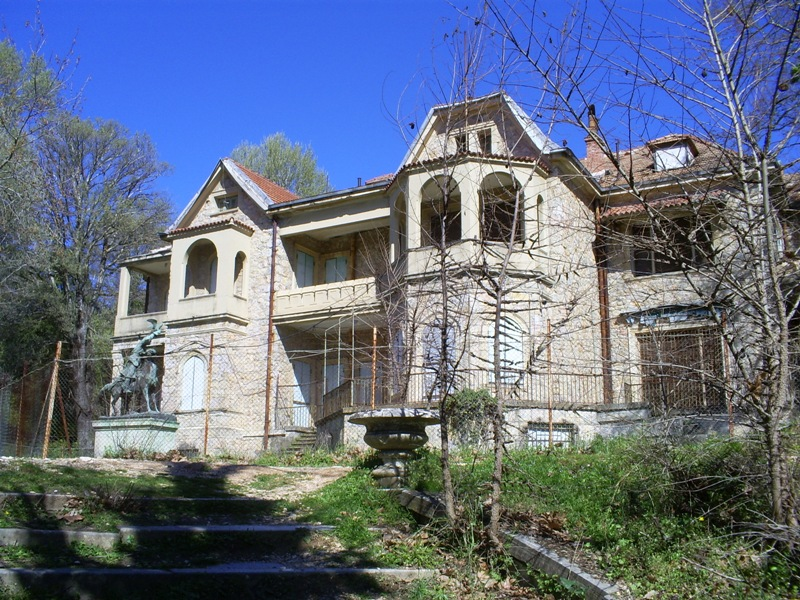
El Palacio Tatoi, lugar donde se llevó a cabo el entierro privado del rey de Grecia

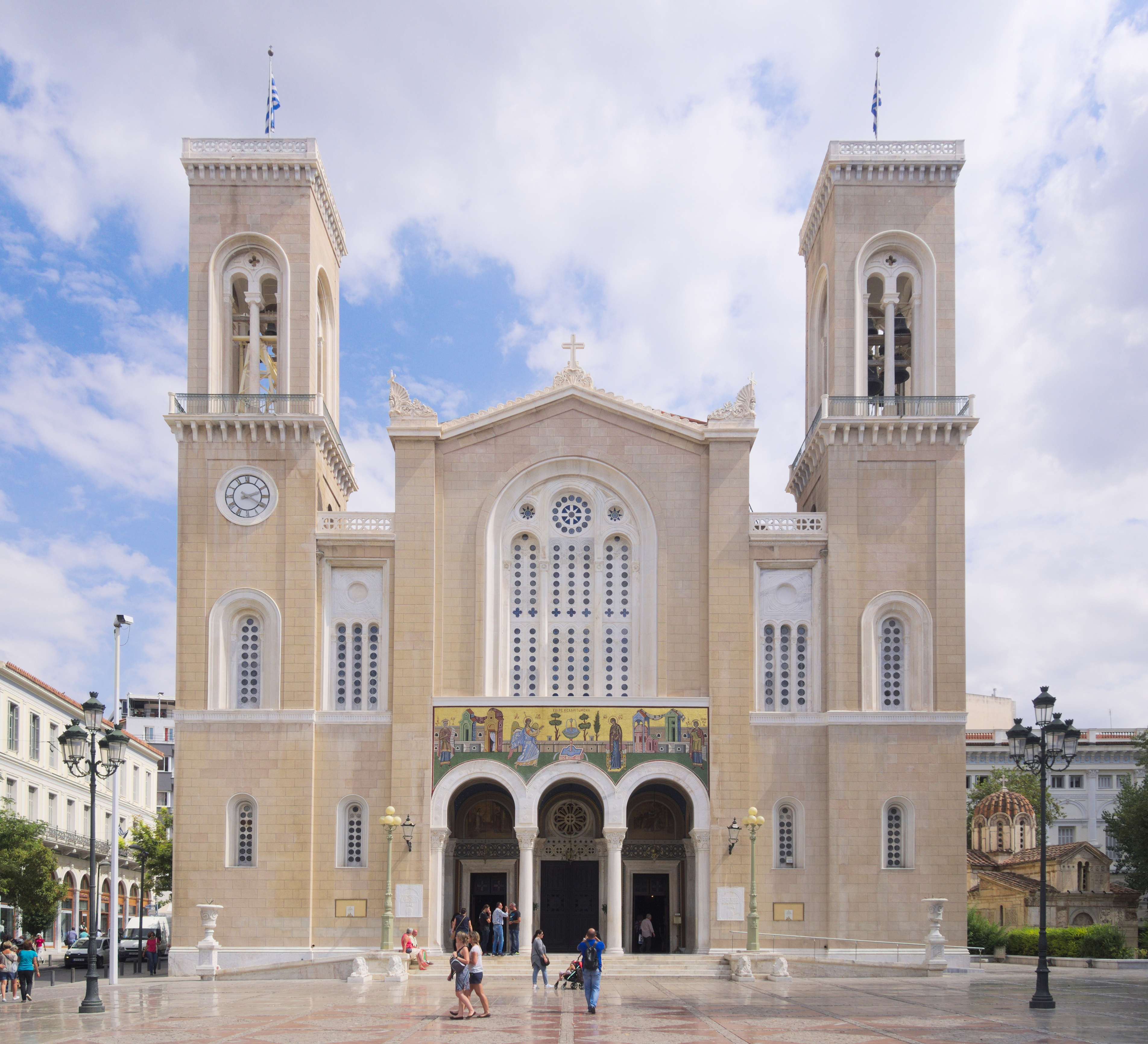
La Catedral metropolitana de Atenas, lugar donde se llevó a cabo el funeral del ex-monarca griego

Se anunció que se llevaría a cabo una discusión más tarde ese día en la Mansión Máximos para decidir si un funeral de Estado es apropiado. Luego de la discusión, se decidió que no recibiría un funeral de Estado, sino que sería enterrado como un ciudadano privado. También se anunció que el lugar de su entierro sería en el Palacio Tatoi, donde fueron enterrados otros miembros anteriores de la familia real griega. El funeral tendrá lugar en la Catedral Metropolitana de Atenas el lunes 16 de enero. Lina Mendoni, ministra de Cultura y Deportes, será la representante del gobierno en el funeral. Otros invitados aún no se han anunciado. El gobierno también rechazó las solicitudes de deposición del cuerpo de Constantino. Según los informes, muchos "políticos de derecha" estaban molestos con la decisión de no realizar un funeral de Estado una mentira en el estado, algo que solicitó su familia. A pesar de esto, todavía se realizará una procesión fúnebre fuera de la Catedral Metropolitana de Atenas.
El 12 de enero del 2023, la reina Sofía de España, la princesa Irene y la princesa Nina de Grecia y Mathew Kumar (prometido de la princesa Teodora) fueron fotografiados durante una visita al Cementerio Real en el Palacio de Tatoi, para ver los preparativos que se están realizando en las Tumbas Reales antes del funeral de rey heleno.
Hubo muchas reacciones violentas contra el primer ministro Kyriakos Mitsotakis por su decisión, y para evitar la falta de votos en las próximas elecciones, Mitsotakis acordó exhibir el cuerpo de Constantine como un cadáver no oficial, al mismo tiempo que le otorgaba los "honores de un líder estatal" en un funeral privado. El cuerpo de Constantino reposó en la Capilla Agios Eleftherios desde las 6:00 a. m. hasta las 10:00 a. m. para permitir que los miembros del público presentasen sus respetos. Después de esto, se realizó una procesión a la Catedral Metropolitana de Atenas a las 12:00 p. m. antes del comienzo del funeral. Asistieron 200 personas, incluidos siete monarcas, por lo que el vice primer ministro de Grecia, Panagiotis Pikrammenos, ahora también representaría al gobierno. Mitsotakis también permitió que cualquier miembro del gobierno griego asistiese por su propia voluntad si lo desease. El arzobispo Ieronymos II presidió la ceremonia. Después del funeral, el cuerpo de Constantino fue trasladado en avión al Palacio Tatoi para un entierro privado, donde no hubo prensa ni fotografías, como lo solicitó su familia.

### Entierro y posible vuelta de los príncipes herederos a su país
El cuerpo del ex-soberano viajó 29 kilómetros hasta su última morada por Metropolitan Road, que estuvo cerrada al público de 6:00 a. m. a 2:00 p. m. (UTC+2). Se necesitaron al menos 40 vehículos para transportar a los 60 invitados que asistieron al entierro al Palacio Tatoi. El ataúd fue recibido por muchas personas que esperaban en el Palacio Tatoi.  Aunque en la ceremonia de entierro en Agios Athanasios, la capilla del Palacio Tatoi, no hubo prensa ni fotógrafos durante el entierro real, como lo solicitó su familia. Se dijo que el entierro ocurrió alrededor de las 4:00 p. m. (UTC+2). Los dignatarios del entierro asistieron a una cena conmemorativa por la noche. Un día después del funeral, se anunció que los príncipes heredero Pavlos y Marie-Chantal y posiblemente sus hijos regresarían a Atenas, dejando atrás sus residencias en Nueva York y Londres para estar junto con la Reina Ana María.

### Dignatarios asistentes al funeral

#### Clase real
- Reino de Grecia
  - Ana María de Grecia, la viuda del rey.
  - El príncipe heredero Pavlos y la princesa heredera Marie Chantal, hijo y nuera del difunto rey.
  - La Princesa María Olympia, nieta del rey
  - El Príncipe Constantine-Alexios, nieto del rey.
  - El Príncipe Achileas-Andreas, nieto del rey.
  - El Príncipe Odysseas-Kimon, nieto del rey.
  - El Príncipe Aristidis-Stavros, nieto del rey.
  - La Princesa Alexia y Carlos Morales Quintana, hija y yerno del rey.
  - Arrietta Morales y de Grecia, Anna Maria Morales y de Grecia, Carlos Morales y de Grecia, Amelia Morales y de Grecia, nietos del difunto rey.
  - El príncipe Nikolaos y la princesa Tatiana, hijo y nuera del rey.
  - La princesa Teodora y Matthew Kumar, la hija del rey y su prometido.
  - El príncipe Felipe y la princesa Nina, hijo y nuera del rey.
  - La Princesa Irene, hermana del rey
  - El príncipe Michael y Marina Karella, el primo hermano del rey y su esposa.
  - Tatiana Radziwiłł, prima segunda del rey y su esposo
- España:
  - La reina Sofía y el rey Juan Carlos I de España, hermana y cuñado del rey
  - El Rey Felipe VI y la Reina Letizia de España, el sobrino del rey y su esposa.
  - La duquesa de Lugo, sobrina del rey.
  - Felipe y Victoria de Marichalar y Borbón, hijos de la anterior.
  - La Infanta Cristina, sobrina del rey.
  - Juan, Pablo, Miguel e Irene Urdangarin y Borbón, hijos de la anterior.[23][24][25][25]
- Reino Unido:
  - Ana, Princesa Real y Timothy Laurence.
  - Lady Gabriella Windsor, nieta de la princesa Marina de Grecia.
- Bélgica: El Rey Felipe y la Reina Matilde.
- Dinamarca: La Reina Margarita II, acompañada por sus hijos el Príncipe Heredero Federico y el Príncipe Joaquín, y su hermana la Princesa Benedicta de Dinamarca.[26]
- Países Bajos: El Rey Guillermo Alejandro, con su esposa, la Reina Máxima,[27] acompañados de la Princesa Beatriz.[27]
- Noruega: Los Príncipes Herederos Haakon Magnus y Mette Marit y la Princesa Marta Luisa.[25][28]
- Luxemburgo: El Gran Duque Enrique.[25]
- Suecia: El Rey Carlos XVI Gustavo y la Reina Silvia, acompañados por la Princesa Cristina.[29]
- Jordania: La Reina Noor, la Princesa Raiyah, el Príncipe Hassan y la Princesa Servath.
- Mónaco: El Príncipe Alberto.
- Liechtenstein: La Princesa Margarita.
- Rumanía: El Príncipe Consorte Radu de Rumanía, esposo  de la Custodia de la Corona de Rumania, Margarita.[30]
- Bulgaria: El zar Simeón de Bulgaria.[25]
- Reino de Hannover: El príncipe Ernesto Augusto con su esposa y el príncipe Cristián con la princesa Alessandra de Osma.
- Dinastía Pahlaví: Farah Diba, Shahbanou de Irán.
- Reino de Rusia: La Gran Duquesa María Vladímirovna Románova.
- Serbia: El Príncipe Felipe de Yugoslavia y la Princesa Heredera de Yugoslavia y Serbia.[31]

#### Clase política
- Grecia: 
  - Panagiotis Pikrammenos, Viceprimer Ministro de Grecia,[17] acompañado por Lina Mendoni, Ministra de Cultura y Deportes.[8]
  - Antonis Samaras, ex primer ministro de Grecia
  - Makis Voridis, Ministro del Interior
  - Dimitrios Vartzopoulos, miembro del Parlamento de Thessaloniki B (Nueva Democracia)
  - Miltiadis Chrysomallis, miembro del Parlamento por Messinia (Nueva Democracia)
  - Periklis Mantas, miembro del Parlamento de Messinia (Nueva Democracia)
  - Athanasios Davakis, diputado por Lakonia (Nueva Democracia)
  - Giorgos Koumoutsakos, diputado por Atenas B (Nueva Democracia)
  - Konstantinos Bogdanos, Miembro del Parlamento de Atenas A (Fuerza Patriótica para el Cambio)
  - Anna-Michelle Assimakopoulou, miembro del Parlamento Europeo (Nueva Democracia / Partido Popular Europeo)
  - Giorgos Kalantzis, exdiputado por Kavala (Nueva Democracia)
  - Dimitris Kammenos, exmiembro del parlamento de Piraeus B (Griegos independientes / Fuerza del helenismo)
  - Nikolaos Nikolopoulos, exmiembro del Parlamento de Achaea (Nueva Democracia / Griegos Independientes)
  - Spyros Capralos, presidente del Comité Olímpico Helénico.

## Reacciones internacionales
A pesar de que fue efímero su reinado, su persona fue bien recibida por diversos mandatarios, líderes políticos y dirigentes deportivos, por el cual mostraron sus respetos por su fallecimiento:
- Estados Unidos: John Koudonis del Instituto Nacional Helénico declaró:

"En nombre de la familia Koudounis y del Museo Nacional Helénico, deseo expresar mis más sinceras condolencias a mi querido amigo, el Príncipe Nikolaos de Grecia, el creador de Resiliencia, por el fallecimiento de su padre, Su Majestad el Rey Constantino II. Nuestro Mis condolencias están con Su Majestad la reina Anne-Marie, el príncipe Nikolaos, la princesa Tatiana, el príncipe heredero Pavlos y la princesa heredera Marie-Chantal y sus familias".

- Grecia: El primer ministro de Grecia, Kyriakos Mitsotakis, reaccionó a la muerte del exrey en un comunicado. Dijo sobre su muerte:

Su fallecimiento es, a nivel humano, el epílogo formal de un capítulo que se cerró y terminó con el referéndum de 1974. Mistotakis también dio a la familia  sus "más sinceras condolencias".

- Dinamarca:  En un comunicado de la familia real danesa, se dijo:

Con gran tristeza, Su Majestad la Reina y la Familia Real recibieron el anuncio de que Su Majestad el Rey Constantino II de Grecia falleció el martes por la noche. los pensamientos están actualmente con Su Majestad la Reina Ana Maria y toda la familia griega.

 También dijo que las banderas ondearían a media asta en el palacio real danés de Amalienborg.
- Albania: En un comunicado en Twitter, Leka, príncipe de Albania, dijo:

Mis más sinceras condolencias a la familia real griega por el fallecimiento de Su Majestad el rey Constantino II. Mis oraciones y pensamientos están con su heredero, el príncipe heredero Pablo de Grecia, y su estimada familia.

- Reino de Rumania: Una declaración en el sitio web y las redes sociales de la familia real rumana decía:

"La familia real de Rumania se enteró con mucha angustia del fallecimiento de Su Majestad el rey Constantino II de los helenos. El rey Constantino estuvo durante toda su vida cerca de la familia real de Rumania, a la reina madre Helena, la hermana de su padre, así como al rey Miguel y la reina Ana. Custodio de la corona Margarita, así como a las princesas Helena, Irina, Sophie y Marie, conocen a su tío desde su primera infancia. Durante más de siete décadas, las dos familias siempre se reunieron en Grecia, y luego en Suiza, en Gran Bretaña y en varias capitales europeas, en eventos públicos o privados. El rey Constantino fue el padrino de Su Majestad Margarita y también padrino en la boda ortodoxa. del Custodio de la Corona y el Príncipe Radu, en Lausana, en 1996. El rey Constantino, como toda su familia, siempre estuvo fielmente presente en todos los eventos importantes, felices o tristes, de la Familia Real. ilia de Rumania. ¡Que Dios lo descanse en paz!”.

- Serbia: Una declaración más grande en su sitio web de la Familia Real de Serbia decía:

"Su Alteza Real el Príncipe Alejandro y la familia Real de Serbia envían sus condolencias y más sentido pésame a Su Majestad la Reina Ana María, las hermanas del difunto Rey, Su Majestad la Reina Sofía de España y Su Alteza Real la Princesa Irene. de Grecia, a sus hijos Su Alteza Real el Príncipe Heredero Pavlos, Su Alteza Real, la Princesa Alexia, Su Alteza Real el Príncipe Nikolaos, Su Alteza Real la Princesa Teodora y Su Alteza Real el Príncipe Philippos, y a todos los demás miembros de la familia Real de Grecia por su extremamente triste pérdida.Durante estos momentos tan difíciles, La Familia Real de Serbia comparte la pena y el dolor por el fallecimiento de Su Majestad y envía oraciones al Señor para que recuerde al difunto Rey en Su misericordia. Su Majestad el Rey Constantino II será muy extrañado, pero su memoria se mantendrá para siempre, con gran amor y respeto".

- Rusia El Gran Duque George Mikhailovich de Rusia emitió: "Eterno recuerdo de mi padrino, Su Majestad el Rey Konstantinos II de los helenos. Que el Señor dé la bienvenida a tu alma en Su Reino".[10]
- Irán: El también príncipe heredero de Irán Reza Pahlaví se expresó también, diciendo:

"El difunto rey Constantino fue un hombre de gran integridad que sirvió a su pueblo y a su nación. Desde muy joven, fui testigo de la calidez que su difunta majestad y la reina Ana María mostraron a mis padres y el afecto que tenían por nuestra nación. Nuestras familias siempre sintieron un vínculo especial como hijos de dos de las más grandes civilizaciones del mundo. En los años transcurridos desde el trágico cambio en nuestro propio país, tuve la oportunidad de visitar al difunto Rey en muchas ocasiones y siempre recordaré nuestro tiempo. juntos con cariño. Ofrezco mis más sinceras condolencias a Su Majestad la Reina Ana María, a Su Alteza el Príncipe Heredero Pavlos, a Su Majestad la Reina Sofía de España y al pueblo griego por su pérdida..."

- Comité Olímpico Internacional: En un comunicado en su sitio web, el presidente del COI, Thomas Bach, dijo:

En el rey Constantino hemos perdido a un gran amigo del deporte. Era un compañero campeón olímpico y, cada vez que nos reuníamos, compartíamos nuestra pasión por el deporte y hablábamos de nuestro amor por el olimpismo y la vida de un atleta. Siempre estuvo interesado en el desarrollo del Movimiento Olímpico, y nuestras conversaciones fueron muy enriquecedoras. Extrañaré mucho estos encuentros siempre amistosos. Nuestros pensamientos están con la Reina Ana María y con toda la familia".

 El COI también anunció que la bandera olímpica ondeará a media asta en la Casa Olímpica de Lausana durante tres días como «señal de respeto».